# Károly Bartha
Károly Bartha (n. 4 noiembrie 1907, Budapesta, Austro-Ungaria – d. 4 februarie 1991, Boston, Massachusetts, SUA) a fost un înotător maghiar, medaliat olimpic. A participat la o ediție a Jocurilor Olimpice (1924) în care a câștigat o medalie de bronz.

## Participări
Lista de mai jos prezintă principalele competiții la care a participat Károly Bartha de-a lungul carierei.
- swimming at the 1924 Summer Olympics – men's 100 metre backstroke[*]